# Privatfly
Privatfly er en folkelig, omend en noget upræcis, betegnelse for mindre fly, ejet og brugt af private piloter. Disse fly har ingen firmanavne eller logoer påmalet, og fremstår oftest i en standardbemaling påført fra fabrikken. Flyene er som regel en- eller tomotorers stempelmotormaskiner, og selvom de betegnes som privatfly, er de ofte ejet af flyveklubber eller anpartsselskaber, da det er dyrt for en enkeltperson at eje og operere et fly alene.
Udtrykket sportsfly bruges også om samme type, selvom der findes egentlige konkurrenceprægede flytyper, der mere rettelig kunne bruge denne betegnelse. Disse er små en-motorers maskiner af meget let og stærk konstruktion, som gør dem i stand til at udføre aerobatics og andre opvisnings- og konkurrencemæssige flyvninger. De har en begrænset rækkevidde, da store mængder brændstof vejer for meget, og har tit kun plads til piloten og intet andet.
Et privatfly kan også være et mindre jetfly, ejet af velhavere – tangerende et såkaldt forretningsfly – eller et større kommercielt fly indrettet til private formål, for eksempel har Boeing bygget flere 737-fly som privatfly.